# Ri Sung-gi
Ri Sung-gi est un chimiste nord-coréen, né le 1er octobre 1905 à Damyang, dans la province de Jeolla du Sud, et mort le 8 février 1996. Diplômé en chimie de l'université de Kyoto en 1931, il mit au point en 1939 l'une des premières fibres synthétiques, le vinalon.
En 1946, après l'indépendance de la Corée, il a participé au développement de l'université de Kyongsong, et s'est fortement opposé à la transformation de cette université dans l'Université Nationale de Séoul, alors que la Corée du Sud relevait de l'administration militaire américaine . 
Après le déclenchement de la guerre de Corée en 1950, le professeur Ri Sung Gi vint s'installer en Corée du Nord pour participer à l'exploitation de son invention à l'échelle industrielle.
Ri a reçu le Prix Lénine en 1962 et est devenu le chef de l'Institut de recherche atomique nord-coréen en juin 1965. Il a pris la direction de la branche de Hamhung de l'Académie des sciences nord-coréenne en 1984.